# Radioåret 1920

## Händelser

### Januari
- Januari – De första inofficiella och ryckiga radiosändningarna i Storbritannien genomförs av Marconi Company från Chelmsford. Både tal och musik förekommer.[1]

### Februari
- 23 februari-6 mars – Marconi Company sänder från Chelmsford en serie 30-minutersprogram i radio två gånger om dagen. Dessa innehåller livemusik.[1]

### Juni
- 15 juni – Dame Nellie Melba blir första professionella artist att uppträda i brittisk radio.[1]

### Augusti
- 20 augusti – Station 8MK i Detroit  i Michigan, USA sänder världens första nyhetsbulletin i radio. Nyheterna är baserad på rapporter från Detroit News.[1]

### November
- November – Radiosändningarna från Chelmsford upphör då de anses störa kommunikationerna för flyget och skeppen.[1]
- 2 november
  - KDKA, världens första radiostation, öppnar i Pittsburgh, USA.
  - Presidentvalet i USA täcks för första gången av radiosändningar.

### December
- 22 december – Vid sändaren vid Königs Wusterhausen i Tyskland sänds för första gången en julkonsert med instrumentalmusik. Livekonserten kan också höras i Luxemburg, Nederländerna, England och de nordiska staterna.[2]

### Okänt datum
- Radioapparater börjar säljas i USA

## Födda
- 19 februari – Maud Reuterswärd
- 7 december – Carl-Gunnar Hammarlund, programledare för Sveriges bilradio

### Fotnoter
1. 1 2 3 4 5  The Shell Book of Firsts, 1983. pp. 145-8
2. ↑  „Der Sendestandort Königs Wusterhausen in seiner Blütezeit“ Arkiverad 5 mars 2010 hämtat från the Wayback Machine.